# Eugenio Leal
Eugenio Leal (ur. 13 maja 1954 w Toledo) – hiszpański piłkarz występujący podczas kariery zawodniczej na pozycji pomocnika. Uczestnik mistrzostw świata 1978 rozegranych w Argentynie. Występował w klubach: Atlético Madryt oraz Sporting Gijón.